# Église Saint-Germain d'Allouis
L'église Saint-Germain est une église catholique située sur la commune d'Allouis, dans le département du Cher, en France.

## Historique
L’église Saint-Germain a été bâtie au 12e siècle avec des peintures murales redécouvertes à la fin des années 1960.
Puis au 15e siècle, une chapelle latérale est élevée au sud du chœur et bien plus tard, en 1846, d'une sacristie élevée à l’ouest de la chapelle latérale avec modification des ouvertures de la nef et reconstruction du clocher avec un porche  plaqué sur la façade occidentale. Elle a et bénéficié d'une restauration des peintures en 1974.
L'édifice est classé au titre des monuments historiques en 1990.